# Acronicta clarivittata
Acronicta clarivittata là một loài bướm đêm trong họ Noctuidae.